# Seznam slovenských hráčů v KHL v sezóně 2020/2021
Toto je seznam hráčů Slovenska v sezóně 2020/2021 KHL.

| Klub                       | Hráč             | Link             |
| Bobrovova divize           | Bobrovova divize | Bobrovova divize |
| -------------------------- | ---------------- | ---------------- |
| HK Spartak Moskva          | Július Hudáček   | Zde              |
| HK Dynamo Moskva           | Michal Čajkovský | Zde              |
| Dinamo Riga                | nikdo            | Zde              |
| Jokerit                    | nikdo            | Zde              |
| Severstal Čerepovec        | Adam Liška       | Zde              |
| SKA Petrohrad              | nikdo            | Zde              |
| Tarasovova divize          |                  |                  |
| CSKA Moskva                | nikdo            | Zde              |
| HK Dinamo Minsk            | nikdo            | Zde              |
| Lokomotiv Jaroslavl        | nikdo            | Zde              |
| HK Soči                    | nikdo            | Zde              |
| HK Viťaz Moskevská oblast  | nikdo            | Zde              |
| Charlamovova divize        |                  |                  |
| Ak Bars Kazaň              | nikdo            | Zde              |
| Avtomobilist Jekatěrinburg | nikdo            | Zde              |
| Torpedo Nižnij Novgorod    | nikdo            | Zde              |
| Metallurg Magnitogorsk     | nikdo            | Zde              |
| CHK Neftěchimik Nižněkamsk | nikdo            | Zde              |
| Traktor Čeljabinsk         | nikdo            | Zde              |
| Černyšovova divize         |                  |                  |
| Admiral Vladivostok        | Martin Bakoš     | Zde              |
| Amur Chabarovsk            | nikdo            | Zde              |
| Avangard Omsk              | nikdo            | Zde              |
| Barys Astana               | nikdo            | Zde              |
| Salavat Julajev Ufa        | nikdo            | Zde              |
| HK Sibir Novosibirsk       | nikdo            | Zde              |
| HC Rudá hvězda Kunlun      | nikdo            | Zde              |